# Punto isoelettrico
Il punto isoelettrico (pI) è il valore di pH al quale una molecola presenta carica elettrica netta nulla.
Per un amminoacido avente un solo gruppo amminico ed un solo gruppo carbossilico, il valore di pI può essere determinato dai valori della costante di dissociazione acida (pKa) di ciascuno dei due gruppi calcolandone la media
{\displaystyle pI={{pK_{COOH}+pK_{NH_{3}^{+}}} \over 2}}      (Equazione 1)
Per quanto riguarda gli amminoacidi con più di un gruppo ionizzabile, per esempio la lisina o l'aspartato, si utilizza la stessa formula. Bisogna però considerare unicamente i pKa dei gruppi, carbossilici o amminici, maggiormente presenti; per esempio per la lisina si considerano i pKa dei gruppi amminici, e per l'aspartato il pKa dei due gruppi carbossilici.
La lisina presenta tre pKa: l'α-Carbossile 2,16; l'α-ammino gruppo 9,06 e l'ε-ammino gruppo 10,54. Il calcolo del pI prende in considerazione solamente i pKa dei due gruppi amminici, per cui:
{\displaystyle pI={{9,06+10,54} \over 2}=9,80}
Gli amminoacidi, per un pH inferiore al pI, si presentano in forma protonata (carica positiva), mentre per un pH superiore al pI si presentano in forma deprotonata (carica negativa). È possibile calcolare analiticamente il rapporto tra la quantità di un amminoacido che si presenta in forma deprotonata e quella protonata, ad un dato pH, attraverso l'equazione di Henderson-Hasselbalch:
{\displaystyle pH=pKa+\log {\frac {[R-COO^{-}]}{[R-COOH]}}}
Oppure per il gruppo amminico:
{\displaystyle pH=pKa+\log {\frac {[NH_{2}]}{[NH_{3}^{+}]}}}
Dalle quali si ricava:
{\displaystyle {\frac {[R-COO^{-}]}{[R-COOH]}}=10^{pH-pKa}}
O l'analogo:
{\displaystyle {\frac {[NH_{2}]}{[NH_{3}^{+}]}}=10^{pH-pKa}}
Le proteine e gli amminoacidi possono essere separati in funzione del loro punto isoelettrico per elettroforesi su gel.

## Calcolo pratico del punto isoelettrico in amminoacidi con catena laterale protonabile
Mentre per gli amminoacidi in cui bisogna prendere in considerazione solamente il pKa del gruppo carbossilico e del gruppo amminico in α la formula è semplice, per gli amminoacidi acidi e basici si aggiunge la complicazione del pKa della catena laterale.
Un amminoacido basico: la lisina
la lisina presenta tre gruppi protonabili: α-carbossilico (pka 2,18), α-amminico (pKa 8,95) e la catena laterale (pKa 10,53).
Nel punto isoelettrico la carica netta della maggior parte degli amminoacidi presenti in soluzione è zero. Perché ciò avvenga l'unica evenienza possibile è che dei tre gruppi protonabili uno abbia carica nulla, uno abbia carica negativa ed uno carica positiva.
Il punto isoelettrico cadrà sicuramente fra gli estremi dei pKa dei vari gruppi (questi estremi sono 2,18 per l'α-carbossile e 10,53 per la catena laterale) all'interno di questo intervallo, la maggior parte degli amminoacidi presenterà i seguenti gruppi nelle forme:   il gruppo α-carbossilico deprotonato, portante carica negativa e il gruppo della catena laterale protonato, portante carica positiva.
Adesso bisogna prendere in considerazione il gruppo α-amminico (pKa 8,95), vi è interesse che questo sia deprotonato e che quindi abbia carica zero, ciò è vero per valori di pH superiori a 8,95.
La conclusione intuitiva è che il punto isoelettrico cada fra un valore di pH di 8,95 e un valore di pH di 10,53.
In particolar modo, il valore di pH in cui la maggior parte degli amminoacidi in soluzione presenta le suddette caratteristiche di carica, è quello ottenuto facendo la media dei pKa del gruppo α-amminico e del pKa del gruppo della catena laterale.
{\displaystyle pI={{8,95+10,53} \over 2}=9,74}